# Eupithecia halosydne
Eupithecia halosydne es una especie de polilla de la familia Geometridae. La especie fue descrita por primera vez por Louis Beethoven Prout en 1922 con distribución endémica del archipiélago Juan Fernández de Chile.

## Descripción
Es una polilla de color marrón claro, con marcas oscuras en los bordes superior e inferior de las alas. El palpo es largo, aproximadamente 3 veces el diámetro del ojo, con la tercera articulación bastante larga. El tórax también es marrón, mientras que el abdomen es más mezclado con blanco. Las patas delanteras cuentan con espínulas tarsales que son más prominentes que en la mayoría de las especies Eupithecia.
Otra característica que la distingue de otras Eupithecia es el ala anterior que cuenta con un margen ligeramente anterior arqueado y menos oblicuo. Tiene una mezcla de colores gris blanquecino fuertemente teñido de marrón ocre claro, similar a la Eupithecia subnotata. Cuenta con una raya apical oscura indistinta e interrumpida a lo largo de SC,: Notas 1  un diminuto punto celular negro y alrededor de 10 líneas onduladas parduscas indistintas en los dos tercios proximales, casi paralelas al margen y anguladas alrededor de R1 o SC5.: Notas 1  El ala posterior es bastante larga costalmente, su margen ligeramente sinuoso, menos ocre que el ala anterior y un punto de celda más débil.